# Anna von Österreich (1573–1598)

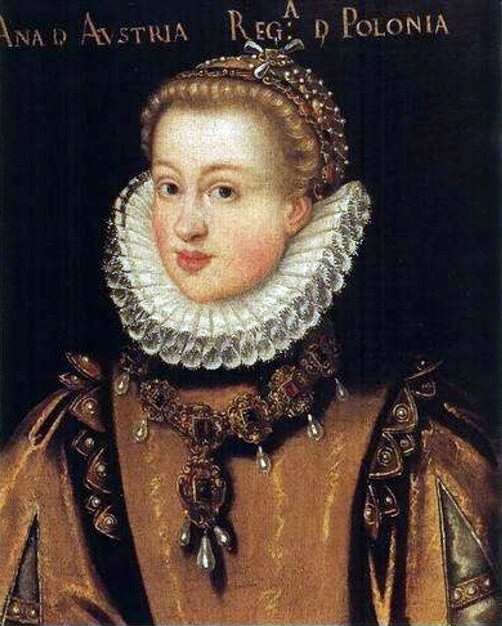
Anna von Österreich-Steiermark in jungen Jahren, die spätere Königin von Polen und Schweden, Großfürstin von Litauen

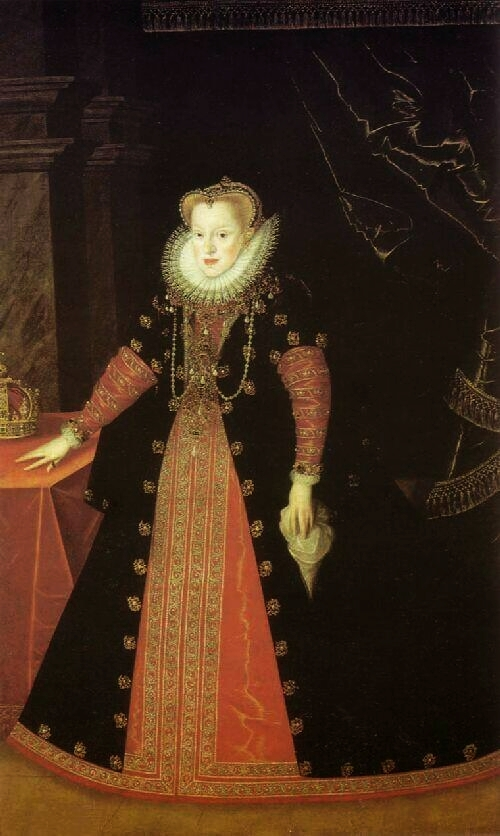
Martin Kober – Anna von Österreich, Königin von Polen und Schweden, Öl auf Leinwand, 1595, Bayerische Staatsgemäldesammlungen, München

Anna von Österreich (* 16. August 1573 in Graz; † 10. Februar 1598 in Warschau) aus dem Haus der Habsburger war eine Erzherzogin von Österreich und durch ihre Heirat mit Sigismund III. Wasa ab Mai 1592 Königin von Polen und Großfürstin von Litauen. Seit November 1592 war sie auch Königin von Schweden. Sie hatte eine streng katholische Erziehung erhalten, führte eine sehr harmonische Ehe mit Sigismund und bemühte sich, dessen politische Position zu festigen. Ihre tiefe Religiosität zeigte sie in ihrem karitativen Wirken. Während ihres Aufenthalts im protestantischen Schweden 1593/94 fühlte sie sich wegen ihrer katholischen Haltung nicht wohl. Ihr Sohn Władysław IV. Wasa war Thronfolger seines Vaters als polnischer König.

## Leben

### Abstammung und frühes Leben
Anna war die älteste Tochter des Erzherzogs Karl II. von Österreich-Steiermark (1540–1590) aus dessen Ehe mit Maria Anna  (1551–1608), Tochter des bayrischen Herzogs Albrecht V. Zu ihren 14 Geschwistern gehörte u. a. der spätere Kaiser Ferdinand II. Ihren Namen erhielt sie nach ihren beiden Großmüttern, der römisch-deutschen Königin Anna und der bayrischen Herzogin Anna. Im Familienkreis wurde die kleine Anna, die in Graz aufwuchs, „Andle“ genannt. Ihre Mutter war eine strenge Katholikin, die ihren Kindern eine sorgfältige und tief religiöse Ausbildung zuteilwerden ließ. Anna erhielt auf Anweisung ihrer Mutter insbesondere einen eingehenden Unterricht in Latein, sodass sie später über herausragende Lateinkenntnisse verfügte. So übersetzte sie einen Großteil der vom Jesuiten Pedro de Ribadeneira stammenden Schrift Vita Ignatii Loyolae ins Deutsche. Daneben erlernte sie als wichtige weibliche Fertigkeiten betrachtete Tätigkeiten wie Nähen und Kochen.

### Eheverhandlungen und Heirat
Bereits als Anna ein kleines Mädchen war, wurden Pläne für ihre künftige Verheiratung entworfen. Der päpstliche Gesandte für Schweden, Antonio Possevino, verhandelte 1577 mit dem schwedischen König Johann III.  über habsburgische Ehen für dessen Kinder. Damals schien Schweden unter Johann III. und seiner aus Polen stammenden ersten Gattin Katharina Jagiellonica der Einführung der Gegenreformation nahezustehen. Papst Gregor XIII. unterstützte den Plan einer Heirat von Anna mit Sigismund (1566–1632), dem einzigen Sohn von König Johann III. und Katharina Jagiellonica. Als sich Possevino wieder nach Schweden begab, besuchte er unterwegs Graz, um ein Bild Annas zu erhalten, das er an Johanns Hof vorzeigen wollte. Von einer 1579 aufgetretenen schweren Erkrankung wurde Anna durch einen vom Münchner Hof entsandten Arzt geheilt. Bald danach kam der Plan zur Vermählung Annas mit dem lothringischen Prinzen Heinrich auf, um den wachsenden Einfluss des mit den Habsburgern verfeindeten Frankreich auf Lothringen einzubremsen. 1585 reiste Anna mit ihren Eltern nach Wien, um die dortigen Bäder zu besuchen, und danach weiter an den kaiserlichen Hof in Prag.
Die polnische Königin Anna Jagiellonica belebte 1586 die Pläne von Annas Heirat mit Sigismund neu. Auch nach Sigismunds Wahl zum polnischen König im August 1587 wurde das Eheprojekt weiterverfolgt. Annas Eltern zogen aber den Plan zur Vermählung ihrer Tochter mit Heinrich von Lothringen vor. Weitere Hindernisse stellten die Parteikämpfe in Polen und die Feindschaft des Großkanzlers Jan Zamoyski gegen die Habsburger dar. Der lothringische Heiratsplan für Anna zerschlug sich jedoch, und 1589 begannen wieder Vorbereitungen für Eheschließung zwischen Sigismund und einer der Töchter von Erzherzog Karl II. und Maria Anna. Im März 1591 kam Kardinal Georg Radziwill nach Graz und warb im Namen des polnischen Königs um eine der Töchter Maria Annas, ohne sich auf eine bestimmte von ihnen festzulegen. Schließlich entschied sich Sigismund, doch an der Heirat mit der ältesten Tochter Anna festzuhalten. Diese war unwillig und hatte Vorbehalte wegen des nach wie vor in Schweden herrschendem Luthertums. Sie musste sich aber den Weisungen Kaiser Rudolfs II. fügen.
Nach dem Abschluss der Heiratsverhandlungen im Frühjahr 1592 fand Annas Ferntrauung am 5. Mai 1592 in Wien statt. Von dort reiste Anna in Begleitung ihrer Mutter und einem prächtigen Gefolge nach Krakau. Das Schloss der Stadt war neu gestrichen worden; auch waren die angrenzenden Straßenzüge und Häuser einer Reinigung unterzogen worden. In einem vor der Stadt errichteten Zelt wartete Sigismund auf seine Braut, der er bei ihrer Ankunft eine geschmückte Kutsche entgegenschickte, um sie abzuholen. Nach der ersten Begegnung unter einem Goldbaldachin zwischen Sigismunds und Annas Zelt begaben sich die Brautleute nach Krakau, wo sie in der Kathedrale am 31. Mai 1592 in einer von Kardinal Radziwill geleiteten Zeremonie ihre Hochzeit feierten. Zugleich entsagte Anna ihren Ansprüchen auf das österreichische Erbe, und ihr Ehemann stimmte zu. In den folgenden Tagen wurden weitere Hochzeitsfeierlichkeiten abgehalten.

### Königin; Tod
Die wegen Annas frühem Tod nur knapp sechs Jahre währende Ehe mit Sigismund verlief sehr harmonisch. Anna war ihrem Ehemann bei dessen von ständigen Schwierigkeiten geprägter Regierung eine zuverlässige Stütze. Zwar wird sie als unattraktiv und etwas verwachsen, aber auch als intelligent und klug beschrieben. Ihre tiefe Religiosität demonstrierte sie insbesondere durch ihren schlichten Lebensstil und ihr karitatives Wirken. Ihre habsburgischen Verwandten erhofften von ihrer Heirat mit Sigismund eine Stärkung der freundschaftlichen Beziehungen zum polnischen Königshaus; und Anna sollte sich auch für die Rückführung Schwedens zum Katholizismus einsetzen.
Nach ihren Flitterwochen, die sie nahe Krakau verbrachten, reisten Anna und Sigismund nach Warschau, wo das Parlament einberufen wurde. Ihr karitatives Engagement zeigte Anna nun, indem sie ihrem Beichtvater Finanzmittel für de Errichtung von Wohnungen und Krankenhäusern für Bedürftige zur Verfügung stellte. Nach dem Tod seines Vaters Johann III. im November 1592 wollte Sigismund zur Übernahme der Regierung nach Schweden reisen, wartete jedoch die im Mai 1593 erfolgte Geburt des ersten Kindes seiner Gattin, Anna Maria, ab. Er verhandelte mit dem Sejm, der ihn nicht ausreisen lassen wollte, und begab sich dann dennoch mit Anna im Sommer 1593 nach Schweden.

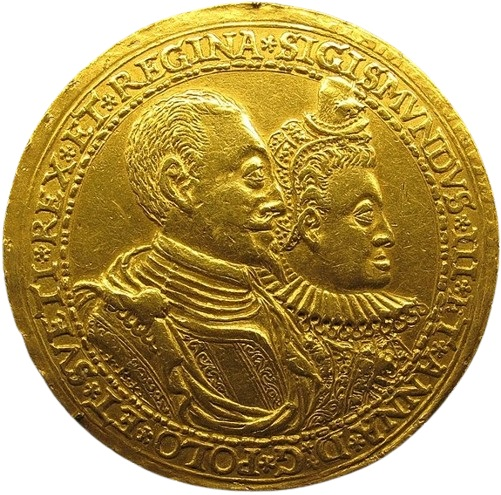
Goldmünze von Anna und Sigismund, 1598

Den Stockholmer Königspalast empfand Anna als ungemütlich und sie lehnte als strenggläubige Katholikin den in Schweden herrschenden Protestantismus entschieden ab. Als Sigismunds engste Vertraute spielte sie eine bedeutende politische Rolle. Sie und ihr Beichtvater, der Jesuitenpater Sigismund Ehrenhöffer, fungierten als Kanal zum Informationsaustausch zwischen dem König und dem päpstlichen Gesandten Germanico Malaspina. Da es an katholischen Kirchen mangelte, hörte Anna die Morgenmesse in der ehemaligen Hofkapelle. Ihr Brauch, jede Woche zwölf Arme zu speisen, verwunderte die Schweden. Sie misstraute dem protestantischen Onkel ihres Ehemanns, Herzog Karl, der gegen König Sigismund agitierte. Letzterer wollte nicht von einem protestantischen Bischof gekrönt werden, musste diesen Wunsch angesichts heftigen Widerstands fallenlassen. Anna kam eine solche Krönung als leere Zeremonie ohne religiösen Inhalt vor. Die über vier Stunden dauernde Krönung des Königspaars fand schließlich am 19. Februar 1594 im Dom zu Uppsala statt. Anna war erneut hochschwanger und litt an gesundheitlichen Problemen. Zehn Tage später kehrte sie mit ihrem Gemahl nach Stockholm zurück. Damals herrschten in Schweden weiterhin Unruhen, die bald nach der Ankunft Sigismunds ausgebrochen waren.
Sigismund wollte bald aus Schweden abreisen und seinen Onkel, den Herzog Karl, als Regenten des Landes zurücklassen. Er musste aber erst die Schwangerschaft Annas abwarten, die Ende April 1594 ihre zweite Tochter Katharina bekam. Diese war schwach, wurde notgetauft und starb knapp einen Monat nach ihrer Geburt. Die Königin schien um ihr Kind nicht zu trauen und soll dessen Tod als Strafe Gottes angesehen haben, weil es nicht katholisch getauft worden war. Sie sorgte selbst für die Einbalsamierung des Mädchens, dessen Leichnam in einem Zinnsarg nach Polen überführt und in Krakau beigesetzt wurde. Anna war froh, als sie das protestantische Schweden verlassen konnte; im August 1594 traf sie mit ihrem Gemahl wieder in Polen ein. Im Juni 1595 brachte sie den Thronfolger Władysław in Krakau zur Welt. Im Juni 1597 verlor sie eine weitere, nicht einmal ein Jahr alte Tochter Katharina. Im Winter 1597/98 steckte sie sich mit einer grippeähnlichen Krankheit an und starb daran während ihrer fünften Schwangerschaft am 10. Februar 1598 im Alter von nur 24 Jahren in Warschau. Der nach ihrem Tod ihrem Körper entnommene Sohn wurde auf den Namen Christoph notgetauft, verschied aber ebenfalls am gleichen Tag.
Annas Leichnam wurde in der Wawel-Kathedrale zu Krakau beigesetzt. Nach der Aufschrift auf ihrem Sarg müsste sie 1567 geboren sein, vier Jahre vor der Eheschließung ihrer Eltern. Nach Annas Tod trauerte Sigismund sehr um sie und ging erst 1605 eine neue Ehe ein, die er auf den Rat seiner Schwiegermutter Maria Anna mit Konstanze, einer Schwester seiner verstorbenen Gattin, schloss.

## Nachkommen
Aus Annas Ehe gingen fünf Kinder hervor, wobei nur ein Kind das Erwachsenenalter erreichte:
- Anna Maria (* 23. Mai 1593; † 9. Februar 1600)
- Katharina (* 19. Mai 1594; † 15. Juni 1594)
- Władysław IV. Wasa (* 9. Juni 1595; † 20. Mai 1648), König von Polen, russischer Zar

⚭ 1. 1637 Erzherzogin Cäcilia Renata von Österreich (1611–1644)
⚭ 2. 1645 Prinzessin Luisa Maria Gonzaga (1611–1667)
- Katharina (* 27. September 1596; † 2. Juni 1597)
- Christoph (* 10. Februar 1598; † 10. Februar 1598)

## Vorfahren
|  |                                                 |  |  |  |  |  |  |  |  |  |  |  |  |
|  | Philipp I. von Kastilien (1478–1506)            |  |  |  |  |  |  |  |  |  |  |  |  |
|  |                                                 |  |  |  |  |  |  |  |  |  |  |  |  |
|  |                                                 |  |  |  |  |  |  |  |  |  |  |  |  |
|  | Kaiser Ferdinand I. (1503–1564)                 |  |  |  |  |  |  |  |  |  |  |  |  |
|  |                                                 |  |  |  |  |  |  |  |  |  |  |  |  |
|  |                                                 |  |  |  |  |  |  |  |  |  |  |  |  |
|  | Johanna von Kastilien (1479–1555)               |  |  |  |  |  |  |  |  |  |  |  |  |
|  |                                                 |  |  |  |  |  |  |  |  |  |  |  |  |
|  |                                                 |  |  |  |  |  |  |  |  |  |  |  |  |
|  | Karl II. von Innerösterreich (1540–1590)        |  |  |  |  |  |  |  |  |  |  |  |  |
|  |                                                 |  |  |  |  |  |  |  |  |  |  |  |  |
|  |                                                 |  |  |  |  |  |  |  |  |  |  |  |  |
|  | Vladislav II. von Böhmen und Ungarn (1456–1516) |  |  |  |  |  |  |  |  |  |  |  |  |
|  |                                                 |  |  |  |  |  |  |  |  |  |  |  |  |
|  |                                                 |  |  |  |  |  |  |  |  |  |  |  |  |
|  | Anna von Böhmen und Ungarn (1503–1547)          |  |  |  |  |  |  |  |  |  |  |  |  |
|  |                                                 |  |  |  |  |  |  |  |  |  |  |  |  |
|  |                                                 |  |  |  |  |  |  |  |  |  |  |  |  |
|  | Anne de Foix-Candale (1484–1506)                |  |  |  |  |  |  |  |  |  |  |  |  |
|  |                                                 |  |  |  |  |  |  |  |  |  |  |  |  |
|  |                                                 |  |  |  |  |  |  |  |  |  |  |  |  |
|  | Anna von Österreich (1573–1598)                 |  |  |  |  |  |  |  |  |  |  |  |  |
|  |                                                 |  |  |  |  |  |  |  |  |  |  |  |  |
|  |                                                 |  |  |  |  |  |  |  |  |  |  |  |  |
|  | Wilhelm IV. von Bayern (1493–1550)              |  |  |  |  |  |  |  |  |  |  |  |  |
|  |                                                 |  |  |  |  |  |  |  |  |  |  |  |  |
|  |                                                 |  |  |  |  |  |  |  |  |  |  |  |  |
|  | Albrecht V. von Bayern (1528–1579)              |  |  |  |  |  |  |  |  |  |  |  |  |
|  |                                                 |  |  |  |  |  |  |  |  |  |  |  |  |
|  |                                                 |  |  |  |  |  |  |  |  |  |  |  |  |
|  | Maria Jakobäa von Baden (1507–1580)             |  |  |  |  |  |  |  |  |  |  |  |  |
|  |                                                 |  |  |  |  |  |  |  |  |  |  |  |  |
|  |                                                 |  |  |  |  |  |  |  |  |  |  |  |  |
|  | Maria Anna von Bayern (1551–1608)               |  |  |  |  |  |  |  |  |  |  |  |  |
|  |                                                 |  |  |  |  |  |  |  |  |  |  |  |  |
|  |                                                 |  |  |  |  |  |  |  |  |  |  |  |  |
|  | Kaiser Ferdinand I. (1503–1564)                 |  |  |  |  |  |  |  |  |  |  |  |  |
|  |                                                 |  |  |  |  |  |  |  |  |  |  |  |  |
|  |                                                 |  |  |  |  |  |  |  |  |  |  |  |  |
|  | Anna von Österreich (1528–1590)                 |  |  |  |  |  |  |  |  |  |  |  |  |
|  |                                                 |  |  |  |  |  |  |  |  |  |  |  |  |
|  |                                                 |  |  |  |  |  |  |  |  |  |  |  |  |
|  | Anna von Böhmen und Ungarn (1503–1547)          |  |  |  |  |  |  |  |  |  |  |  |  |
|  |                                                 |  |  |  |  |  |  |  |  |  |  |  |  |
|  |                                                 |  |  |  |  |  |  |  |  |  |  |  |  |